# 스티브 크루즈

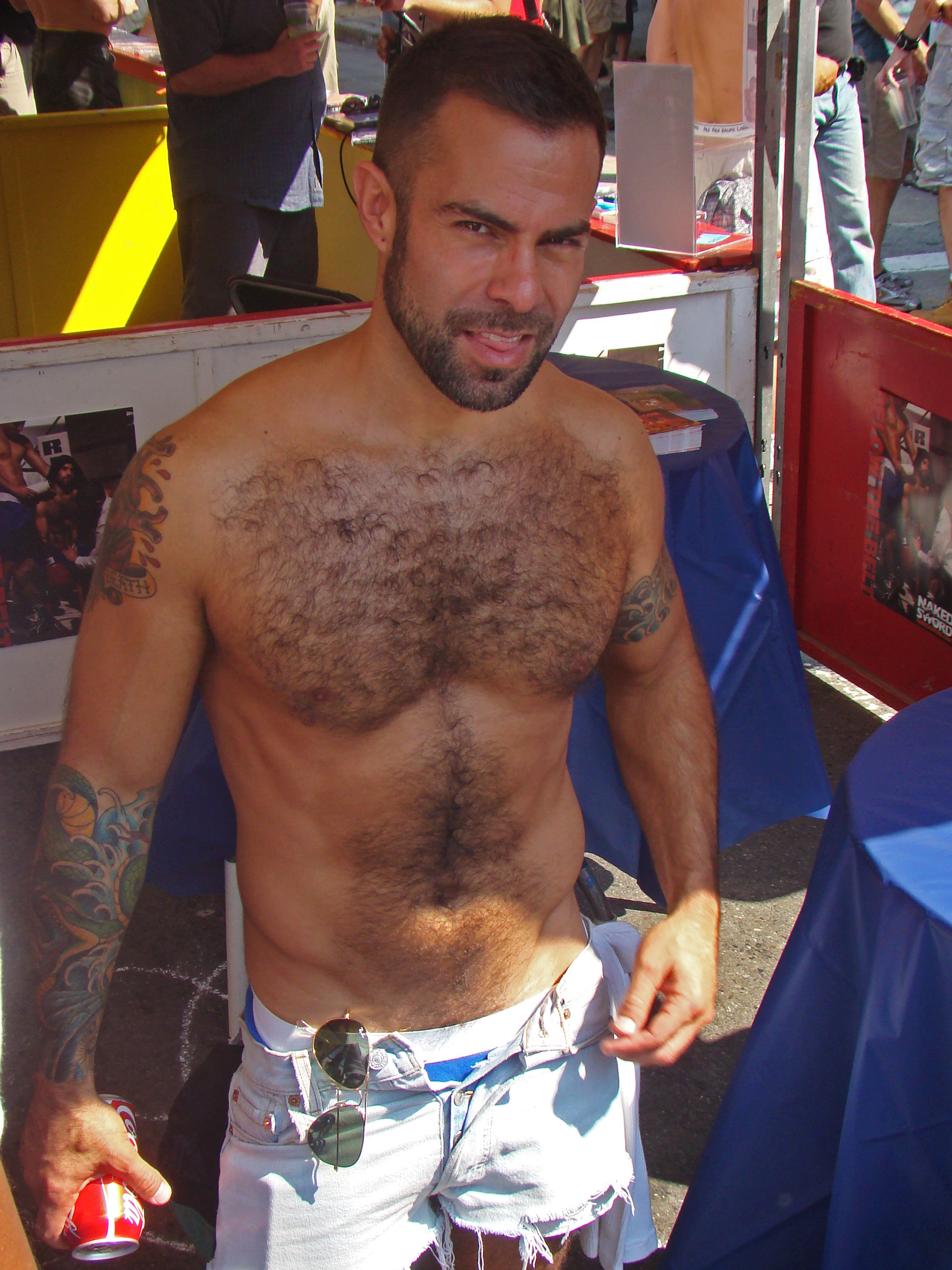
스티브 크루즈

스티브 크루즈(Steve Cruz, 1972년 11월 4일 ~ )는 미국의 포르노 배우로, 게이 포르노에 종사한다.